# 條件句
條件句(conditional sentence)是指表達事實含義，或則假設情況、及其結果的一種句子。他們是所謂的、由於該句的主句(independent clause/main clause)之有效性是在某些情況下存有條件式的語式。它亦可以表示為一個從屬子句(dependent clause/subordinate clause)，也可以從上下文理解其條件的存在情況。
一個完整的條件語句(其中一個表示條件以及其結果)因而包含兩個子句(clause)：表達條件的從句，稱為條件從句(protasis)；及表示結果的主句，叫做結論句(apodosis)。. 這些語句的範例(英文表示)如下所列：
If it rains, the picnic will be cancelled.

(如果下雨,野餐將會取消)
這裡的條件是由子句〈If it rains (如果下雨)〉表示、這是條件從句，而結果是由〈the picnic will be cancelled (野餐將會取消)〉表示，這是該結論句。(條件從句可置放在結論句之前或之後；但也可以這樣說〈The picnic will be canceled if it rains. (野宴將會被取消、假如下雨的話)〉。在邏輯上，條件從句對應到前件，而結論句對應到后件。
語言使用各種語法形式和條件句結構。在條件從句和結論句使用動詞的形式往往受到特定的規則即是时态和语气等之原因的影響。許多語言有一種特殊類型的動詞形式稱為條件語氣-大致相當於英文的含義〈would (或許將會/做某事/)〉－會在某些條件語句的類型中使用。

## 外部連結
- Conditional Sentences for advanced learners
- Using conditional clauses in English （页面存档备份，存于） with clear examples
- English conditional clauses explanations （页面存档备份，存于） with examples
- Latin Conditionals
- French Conditionals